# Planolinderina
Planolinderina es un género de foraminífero bentónico de la subfamilia Planorbulininae, de la familia Planorbulinidae, de la superfamilia Planorbulinoidea, del suborden Rotaliina y del orden Rotaliida. Su especie tipo es Planolinderina escornebovensis. Su rango cronoestratigráfico abarca desde el Chatiense (Oligoceno superior) hasta el Burdigaliense (Mioceno inferior).

## Clasificación
Planolinderina incluye a la siguiente especie:
- Planolinderina escornebovensis †